# Agustín Casado
Agustín Casado Marcelo (Carboneras, 21 de maio de 1996) é um jogador de handebol espanhol.

## Carreira
Atua como zagueiro do Telekom Veszprém. Estreou pela seleção da Espanha em março de 2021. Seu primeiro grande campeonato com a seleção nacional foi o Campeonato Europeu de Handebol Masculino de 2022, 2º no qual a seleção espanhola conquistou a medalha de prata.
Nos Jogos Olímpicos de Verão de 2024, em Paris, conquistou a medalha de bronze no torneio masculino do handebol, após vencer confronto contra a equipe eslovena por 23–22 na disputa pelo terceiro lugar.